# Pawel Kustow
Pawel Kustow (russisch Павел Кустов; * 1965) ist ein ehemaliger sowjetischer Skispringer.

## Werdegang
Kustow gab am 30. Dezember 1988 sein Debüt im Skisprung-Weltcup beim Auftaktspringen zur Vierschanzentournee 1988/89 in Oberstdorf. Dabei konnte er bereit in diesem ersten Springen mit dem 14. Platz erste Weltcup-Punkte gewinnen. In den restlichen drei Springen blieb er jedoch erfolglos. Bei der Nordischen Skiweltmeisterschaft 1989 in Lahti sprang Kustow von der Normalschanze auf den 12. und von der Großschanze auf den 34. Platz. Im Teamspringen erreichte er mit der Mannschaft den 4. Platz. Am 14. Januar 1990 konnte er in Liberec zum einzigen Mal in seiner Karriere aufs Podium springen und wurde Dritter. Nach weiteren guten Platzierungen, darunter ein 4. Platz in Sollefteå, beendete er die Saison 1989/90 auf dem 21. Platz in der Weltcup-Gesamtwertung. In der Saison 1990/91 konnte er jedoch keine Punkte mehr gewinnen und beendete nach dem Ende der Saison daraufhin seine aktive Skisprungkarriere.

## Erfolge

### Weltcup-Platzierungen
| Saison  | Platz | Punkte |
| ------- | ----- | ------ |
| 1988/89 | 57.   | 006    |
| 1989/90 | 21.   | 046    |

### Vierschanzentournee-Platzierungen
| Saison  | Platz | Punkte |
| ------- | ----- | ------ |
| 1989/90 | 17.   | 782    |